# المصباح المنير
المصباح المنير في غريب الشرح الكبير تأليف أحمد بن محمد بن علي الفيومي المقري والمتوفي 770 هـ/1368 م.
اعتمد الكاتب في تأليفه على نحو 70 مصنفًا منهم:
- تهذيب الأزهري
- مجمل، ابن فارس
- إصلاح المنطق، لابن السكيت.
- ديوان الأدب، للفارابي.
- الصِحاح، لأبي نصر إسماعيل بن حماد الجوهري.
- فصيح، ثعلب النحوي.
- أساس البلاغة، للزمخشري.

## وصلات خارجية
- كتاب المصباح المنير.